# Benin na letnich igrzyskach olimpijskich
Reprezentacja Beninu na letnich igrzyskach olimpijskich po raz pierwszy wystartowała podczas igrzysk w Monachium w 1972 roku jako Dahomej. Wtedy to wystartowało 3 zawodników.
Jak dotąd reprezentanci Beninu nie zdobyli ani jednego medalu.

## Medale dla Beninu na letnich igrzyskach olimpijskich
| IO      | Liczba Sportowców | złoto | srebro | brąz | Razem |
| ------- | ----------------- | ----- | ------ | ---- | ----- |
| IO 1972 | 3                 | 0     | 0      | 0    | 0     |
| IO 1976 | Bojkot            | -     | -      | -    | -     |
| IO 1980 | 16                | 0     | 0      | 0    | 0     |
| IO 1984 | 3                 | 0     | 0      | 0    | 0     |
| IO 1988 | 7                 | 0     | 0      | 0    | 0     |
| IO 1992 | 6                 | 0     | 0      | 0    | 0     |
| IO 1996 | 5                 | 0     | 0      | 0    | 0     |
| IO 2000 | 4                 | 0     | 0      | 0    | 0     |
| IO 2004 | 4                 | 0     | 0      | 0    | 0     |
| IO 2008 | 5                 | 0     | 0      | 0    | 0     |
| IO 2012 | 5                 | 0     | 0      | 0    | 0     |
| IO 2016 | 6                 | 0     | 0      | 0    | 0     |
| IO 2020 | 7                 | 0     | 0      | 0    | 0     |

## Medaliści letnich igrzysk olimpijskich z Beninu

### Złote medale
Brak

### Srebrne medale
Brak

### Brązowe medale
Brak